# ミカエル・スチューダー
ミカエル・スチューダー (Michael Studer)は、スイスのピアニスト。
Discogsによると、バッハ、モーツァルト、ベートーヴェン等の作品を中心に、クラーヴェス・レーベルから複数のアルバムをリリースしている。ピアノ・メーカーのスタインウェイのサイトでも、彼の1973年時のコメント「Nur ein Steinway-Flügel erlaubt dem Pianisten echte Freude und dem Hörer vollen Genuss」が掲載されている。芸風については、クラーヴェスのサイトによれば、ディヌ・リパッティのそれと関連付けられる。